# فرودگاه سچمبرگ
فرودگاه سچمبرگ (به انگلیسی: Schomberg (Sloan Valley View Farm Airfield)) یک فرودگاه خصوصی است که یک باند فرود چمن دارد و طول باند آن ۷۳۲ متر است. این فرودگاه در کشور کانادا قرار دارد و در ارتفاع ۲۷۱ متری از سطح دریا واقع شده است.